# Rotatie (vectorveld)
De rotatie (Nederlands) of rotor (Belgisch) (Engels: curl) is een eigenschap of functie van een driedimensionaal vectorveld. De rotatie in een punt van het veld is een vector, die aangeeft aan in welke mate de richting van het veld in dat punt verandert. Vatten we het veld op als een stroming, dan geeft de rotatie in ieder punt aan, hoe snel en om welke as een meestromend deeltje zou draaien. De rotatie laat zich als een differentiaaloperator interpreteren en hoort samen met de andere differentiaaloperatoren gradiënt en divergentie tot de vectoranalyse, een deelgebied van de multivariabele analyse.

## Definitie
In de wiskunde is de rotatie (Ned) of rotor (Bel) van een driedimensionaal vectorveld {\displaystyle \mathbf {V} } een nieuw driedimensionaal vectorveld dat is gedefinieerd als het kruisproduct of ook wel vectorieel product van de nabla-operator {\displaystyle \nabla } met het vectorveld {\displaystyle \mathbf {V} }:
{\displaystyle \operatorname {rot} \mathbf {V} =\nabla \times \mathbf {V} ={\begin{pmatrix}{\frac {\partial }{\partial x}}\\{\frac {\partial }{\partial y}}\\{\frac {\partial }{\partial z}}\\\end{pmatrix}}\times {\begin{pmatrix}V_{x}\\V_{y}\\V_{z}\\\end{pmatrix}}={\begin{pmatrix}{\frac {\partial V_{z}}{\partial y}}-{\frac {\partial V_{y}}{\partial z}}\\{\frac {\partial V_{x}}{\partial z}}-{\frac {\partial V_{z}}{\partial x}}\\{\frac {\partial V_{y}}{\partial x}}-{\frac {\partial V_{x}}{\partial y}}\\\end{pmatrix}}}
Men schrijft de rotatie van {\displaystyle \mathbf {V} } ook wel als determinant:
{\displaystyle \operatorname {rot} \mathbf {V} ={\begin{vmatrix}\mathbf {i} &\mathbf {j} &\mathbf {k} \\{\frac {\partial }{\partial x}}&{\frac {\partial }{\partial y}}&{\frac {\partial }{\partial z}}\\V_{x}&V_{y}&V_{z}\end{vmatrix}}},
waarin {\displaystyle \mathbf {i} ,\ \mathbf {j} } en {\displaystyle \mathbf {k} } de eenheidsvectoren zijn langs de {\displaystyle x}-, {\displaystyle y}- en {\displaystyle z}-as.

## Voorbeelden
- Een wervelstorm roteert om het oog. Het vectorveld dat de windsnelheden beschrijft, heeft in het oog en mogelijk ook elders, een van 0 verschillende rotatie.
- Het vectorveld dat de snelheid van de punten van een draaiende schijf voorstelt, heeft in ieder punt van de schijf een van 0 verschillende rotatie.
- Het vectorveld van de snelheden op een autoweg waarvan de rijstroken van rechts naar links toenemende rijsnelheden vertonen, heeft op de grenzen tussen de rijstroken een van 0 verschillende rotatie.

De voorbeelden hierboven betreffen in feite tweedimensionale vectorvelden. De rotatie heeft dan maar een waarde.
- Beschouw voor de eenvoud van de formules een om de {\displaystyle z}-as draaiende cilinder in plaats van een draaiende schijf. De beweging wordt beschreven door het vectorveld:

{\displaystyle v_{x}(x,y,z)=-\omega y}
{\displaystyle v_{y}(x,y,z)=\omega x}
{\displaystyle v_{z}(x,y,z)=0}
De rotatie is:
{\displaystyle \operatorname {rot} \mathbf {v} ={\begin{pmatrix}{\frac {\partial v_{z}}{\partial y}}-{\frac {\partial v_{y}}{\partial z}}\\{\frac {\partial v_{x}}{\partial z}}-{\frac {\partial v_{z}}{\partial x}}\\{\frac {\partial v_{y}}{\partial x}}-{\frac {\partial v_{x}}{\partial y}}\\\end{pmatrix}}={\begin{pmatrix}0-0\\0-0\\\omega -(-\omega )\\\end{pmatrix}}={\begin{pmatrix}0\\0\\2\omega \\\end{pmatrix}}}
Dit is een draaiing om de {\displaystyle z}-as.
Alleen de {\displaystyle z}-component van deze vector heeft een waarde.